# Birger Andersson (tennisspelare)
Birger Andersson, född 26 mars 1951 i Bodafors, är en svensk tidigare tennisspelare, som deltog i det svenska laget som segrade i Davis Cup 1975.
Birger Andersson blev "Bragd-Birger" med hela svenska folket när han i kvartsfinalens femte och avgörande singelmatch, då Sverige mötte Västtyskland i Västberlin, lyckades besegra den betydligt högre rankade spelaren Karl Meiler och därmed föra Sverige till seger, 3–2, och vidare i turneringen och senare till final i Davis Cup. Detta bäddade för Sveriges första slutseger i Davis Cup 1975. I laget deltog även Björn Borg, Ove Bengtson och Rolf Norberg. Lagkapten var Lennart Bergelin.
Andersson arbetar i dag som tennistränare i Linköping Tennisakademi och är också utbildad gymnastikdirektör.

## Priser och utmärkelser
- 1976 – H.M. Konungens medalj, 8:e storleken i högblått band
- 2009 – Swedish Tennis Hall of Fame